# 매켄지 베가
매켄지 베가(Makenzie Vega, 1994년 2월 10일 ~ )는 미국의 배우이다.

## 출연 작품
- 인 더 랜드 오브 우먼 (2007)
- 엑스맨 - 최후의 전쟁 (2006)
- 행운을 돌려줘 (2006)
- 씬 시티 (2005)
- 체스넛: 센트럴 파크의 영웅 (2004)
- 쏘우 (2004)
- 대디 데이 케어 (2003)
- 메이드 (2001)
- 패밀리 맨 (2000)
- 닥터 퀸 - 더 무비 (1999, Dr. Quinn Medicine Woman: The Movie)

### 텔레비전
- 굿 와이프 (2009-16)